# 潘昂霄
潘昂霄（?—?），字景梁，号苍崖，济南历城人，元朝政治人物。

## 生平
历官昆山县尹，至元二十六年（1289年）任南台御史，升闽海宪佥。大德六年（1302年），转任南台都事，累官翰林侍读学士、通奉大夫。

## 身后
卒谥文僖。

## 著作
1315年寫成《河源志》一卷，记都实至星宿海寻找黄河源头，書中明確指出黃河發源於星宿海西南百餘里處，該處有“水從地湧出如井，其井百餘”。另有《金石例》十卷。